# Erling Kristvik
Erling Kristvik, född 30 augusti 1882 i Kornstads kommun, död 9 januari 1969 i Trondheim, var en norsk pedagog.
Erling Kristvik avlade lärarexamen 1906, blev skoldirektör i Nordland och Troms 1925, var rektor vid Volda lärarskola 1930–1946 och blev 1946 föreläsare i pedagogik vid lärarhögskolan i Trondheim. Med sin dynamiska aspekt på utveckling och uppfostran fick Kristvik ett stort inflytande på lärarutbildningen i Norge. Kristvik utbildade en biologisk pedagogik om han drev i arbeten som Læraryrket (2 band, 1925–1940, 3:e upplagan av första delen 1946), Sjelelære (1937, 3:e upplagan 1947) och Elevkunne (1939, 2:a upplagan 1945).